# Carlos Yulo
Carlos Edriel Poquiz Yulo (Malate, Manila, 16 de febrer de 2000) és un gimnasta artístic filipí que ha guanyat dues medalles d'or als Jocs Olímpics d'Estiu de 2024, múltiples medalles del Campionat del Món. És el primer filipí i el primer gimnasta masculí del sud-est asiàtic que va guanyar una medalla al Campionat del Món de gimnàstica artística amb la seva medalla de bronze a l'exercici de terra el 2018, i la primera medalla d'or de les Filipines el 2019 amb el mateix aparell. Aquesta actuació també el va qualificar per als Jocs Olímpics d'Estiu de 2020 a Tòquio. Yulo és el gimnasta filipí amb més èxit de la història, la segona persona a guanyar una medalla d'or olímpica per a les Filipines i la primera persona a guanyar múltiples medalles d'or olímpiques per al país.

## Primers anys i educació
Carlos Edriel Poquiz Yulo va néixer el 16 de febrer de 2000 de Mark Andrew Yulo i Angelica Yulo a Manila, Filipines, i es va criar al carrer Leveriza, Malate. És el segon de cinc fills; un dels seus germans petits, Drew, també és gimnasta. Yulo va créixer veient gimnastes filipines entrenar i competir al complex esportiu Rizal Memorial a Malate.
Yulo va assistir a l'escola primària Aurora A. Quezon per a la seva educació primària a Manila, on ja estava entrenant per als Jocs Nacionals de Filipines com a part de l'equip de gimnàstica de la Regió de la Capital Nacional. Gràcies al suport de l' Associació de Gimnàstica de les Filipines, va poder assistir a la Universitat Adamson a Ermita per a la seva educació secundària.
El 2016, Yulo va acceptar una oferta de l'Associació Olímpica del Japó per entrenar al Japó amb un programa de beques. Caloy va haver de traslladar-se al Japó, i allà va començar la seva formació a la Universitat de Teikyo a Itabashi. Actualment, Yulo domina l'idioma japonès.
Va començar els seus estudis l'any 2013 i es dedica a la llicenciatura en lletres.

## Carrera

### Sènior
En el seu debut a la Copa del Món de gimnàstica a la sèrie 2018, va tenir constantment un bon rendiment, guanyant una medalla als esdeveniments de Melbourne, Bakú, Doha i Cottbus. A l'aparell de terra dels Jocs Asiàtics de 2018, va aconseguir la millor posició a la fase de classificació però no va aconseguir una medalla després d'acabar 7è a la final.
Al Campionat Mundial de Gimnàstica Artística del 2018 a Doha, Yulo va passar a les finals de l'exercici complet individual i de terra. Va guanyar el bronze en l'exercici de terra convertint-se en el primer filipí i el primer gimnasta masculí del sud-est asiàtic a guanyar una medalla als campionats. Al Campionat del Món de Gimnàstica Artística de 2019 a Stuttgart, Yulo va aconseguir l'or a les finals d'exercicis de terra fent història com a primer campió del món filipí de gimnàstica artística.
En avançar a la ronda final de l'exercici complet del Campionat Mundial de Gimnàstica Artística del 2019, Yulo va aconseguir la classificació per competir per les Filipines als Jocs Olímpics d'estiu del 2020 a Tòquio.
Als Jocs del Sud-est Asiàtic de 2019, Yulo va acabar al podi en tots els esdeveniments guanyant l'or en l'exercici complet i l'exercici de terra i la plata en el cavall amb arcs, les anelles, el salt, les barres paral·leles i la barra horitzontal.
Segons informa Yulo entrena de sis a vuit hores al dia, sis dies a la setmana.
Va aconseguir el seu primer títol de campionat asiàtic quan va aconseguir la medalla d'or a l'exercici de terra dels Campionats asiàtics de gimnàstica artística de 2022 a Doha després de guanyar la plata en la prova individual. El va seguir amb medalles d'or a les proves de salt i barres paral·leles.
Yulo va competir al Campionat del món a Liverpool i es va classificar per a les finals de l'exercici complet individual, exercici de terra, salt i barres paral·leles. A més va ser el segon reserva per a la final d'anelles després d'acabar desè en la ronda de qualificació. A la fina de l'exercici complet, va acabar vuitè a causa d'alguns errors en el cavall amb arcs, salt i barra fixa. Després va tenir una caiguda a l'exercici de terra i va acabar setè. L'endemà, va guanyar la medalla de plata en la final de salt darrere l'armeni Artur Davtyan, i la medalla de bronze medal a les barres paral·leles.
Yulo va competir al Campionat d'Àsia de 2023 i va guanyar la medalla de plata en l'exercici complet darrere del japonès Shinnosuke Oka. Va guanyar tres medalles d'or en les finals dels aparells de terra, salt i barres paral·leles, i la medalla de bronze en la barra fixa. Després dels campionats asiàtics, Yulo es va separar del seu entrenador Kugimiya per motius personals. Va tornar amb Castañeda, que l'havia entrenat en la seva etapa de júnior. Yulo va decidir no competir als Jocs Asiàtics (de 2022 endarrerits a 2023 per la pandèmia), que es celebraven al mateix temps que el Campionat del món.
Durant la ronda de qualificació del Campionat del món, Yulo va caure d'esquena al desmuntar de les anelles i també va caure en el salt, rebent un zero pero no tocar primer amb els peus. Va quedar el darrer dels 91 gimnastes que van competir en l'exercici complet. Tot i això, es va classificar per a la final de l'exercici de terra on va quedar quart. Com el gimnasta millor classificat a terra que encara no s'havia classificat a través de les competicions per equips o generals, Yulo va obtenir la classificació per als Jocs Olímpics de 2024.
Durant la ronda de qualificació dels Jocs Olímpics, es va classificar per a les finals de l'exercici complet individual, salt i terra. Va competir per primera vegada a la final individual el 31 de juliol, ocupant el 12è lloc general amb una puntuació total de 83.032 punts.
El 3 d'agost va competir a la final de terra masculí i es va classificar primer amb una puntuació de 15.000 punts. Es va convertir en el primer gimnasta filipí i el segon filipí i el primer home filipí a guanyar una medalla d'or olímpica després de la victòria de Hidilyn Diaz en halterofília en la categoria de 55 kg femení a Tòquio. L'endemà, Yulo va guanyar el seu segon or als Jocs en salt, obtenint 15,116 punts per convertir-se en el primer campió olímpic múltiple de les Filipines.

## Història competitiva
| Any                             | Campionat                  | Equip  | ECI    | T      | CA     | An     | SC     | BP     | BF     |
| Junior                          | Junior                     | Junior | Junior | Junior | Junior | Junior | Junior | Junior | Junior |
| ------------------------------- | -------------------------- | ------ | ------ | ------ | ------ | ------ | ------ | ------ | ------ |
| 2014                            |                            |        |        |        |        |        |        |        |        |
| Asean School Games              |                            |        | 1      |        |        | 2      | 1      |        |        |
| Campionat Pacific Rim           |                            |        | 6      |        |        | 8      |        |        |        |
| 2015                            |                            |        |        |        |        |        |        |        |        |
| Competició Internacional Júnior |                            |        |        |        |        | 3      |        |        |        |
| 2016                            |                            |        |        |        |        |        |        |        |        |
| Pacific Rim Championships       |                            | 3      | 1      |        | 2      | 1      | 2      |        |        |
| 2017                            |                            |        |        |        |        |        |        |        |        |
| Campionat Júnior Asiàtic        |                            |        |        |        |        |        | 1      |        |        |
| Competicio Internacional Júnior |                            |        | 2      |        |        | 1      |        |        |        |
| Senior                          |                            |        |        |        |        |        |        |        |        |
| 2018                            |                            |        |        |        |        |        |        |        |        |
| World Cup Series (Melbourne)    |                            |        | 7      |        |        | 3      |        |        |        |
| World Cup Series (Baku)         |                            |        |        |        |        | 2      |        |        |        |
| World Cup Series (Doha)         |                            |        | 2      |        |        | 5      |        |        |        |
| World Cup Series (Cottbus)      |                            |        | 3      |        |        |        |        |        |        |
| Jocs Asiàtics                   |                            | 7      | 7      |        |        | 4      |        |        |        |
| Campionat del Món               |                            | 23     | 3      |        |        |        |        |        |        |
| 12th Toyota Cup International   |                            |        |        |        |        | 2      | 2      |        |        |
| 2019                            |                            |        |        |        |        |        |        |        |        |
| World Cup Series (Melbourne)    |                            |        | 1      |        |        |        |        |        |        |
| World Cup Series (Doha)         |                            |        | 3      |        |        |        |        |        |        |
| Campionat All Japan             |                            |        | 3      |        |        |        |        |        |        |
| Campionat Asiàtic               |                            | 9      | 4      |        |        | 4      | 7      |        |        |
| Campionat Sènior All Japan      |                            |        | 1      |        |        |        |        |        |        |
| Jocs del Sudest Asiàtic         |                            | 1      | 1      | 2      | 2      | 2      | 2      | 2      |        |
| Campionat del Món               |                            | 10     | 1      |        |        |        |        |        |        |
| 2020                            | Campionat Sènior All Japan |        |        |        |        |        | 3      |        |        |
| 2020                            | Campionat All Japan        |        |        | 3      |        |        | 3      |        |        |
| 2021                            | Campionat All Japan        |        |        |        |        |        |        | 3      |        |
| 2021                            | Jocs Olímpics              |        |        |        |        |        | 4      |        |        |
| 2021                            | Campionat All Japan        |        |        | 1      |        |        | 3      |        |        |
| 2021                            | Campionat del Món          |        |        | 5      |        |        | 1      | 2      |        |
| 2022                            | Jocs del Sudest Asiàtic    | 2      | 1      | 1      | 6      | 1      | 1      | 2      | 1      |
| 2022                            | Campionat Asiàtic          | 9      | 2      | 1      |        | 4      | 1      | 1      |        |
| 2022                            | Campionat del Món          |        | 8      | 7      |        | R2     | 2      | 3      |        |
| 2022                            | Campionat All-Japan        | 1      |        |        |        |        |        |        |        |
| 2023                            | Cottbus World Cup          |        |        |        |        |        |        | 3      |        |
| 2023                            | Doha World Cup             |        |        | 1      |        |        | 3      | 2      |        |
| 2023                            | Baku World Cup             |        |        |        |        | 7      | 1      | 1      |        |
| 2023                            | Jocs del Sudest Asiàtic    | 2      | 1      |        |        | 2      |        | 1      |        |
| 2023                            | Campionat Asiàtic          | 7      | 2      | 1      |        | 4      | 1      | 1      | 3      |
| 2023                            | Campionat del Món          |        |        | 4      |        |        |        | R2     |        |
| 2024                            | Baku World Cup             |        |        | 3      |        |        |        |        |        |
| 2024                            | Doha World Cup             |        |        |        |        |        | 2      | 1      |        |
| 2024                            | Campionat Asiàtic          | 6      | 1      | 1      |        | 6      | 1      | 1      | 4      |
| 2024                            | Jocs Olímpics              |        | 12     | 1      |        |        | 1      |        |        |

### Premis
- Premi de President, Premi de l'Associació d'Escriptors Esportius de Filipines 2020[47]